# Vyacheslav Zinkov
Vyacheslav Sergeyevich Zinkov (tiếng Nga: Вячеслав Сергеевич Зинков; sinh ngày 26 tháng 5 năm 1993) là một cầu thủ bóng đá người Nga thi đấu cho Krylia Sovetov.

## Sự nghiệp câu lạc bộ
Anh có màn ra mắt tại Giải bóng đá ngoại hạng Nga vào ngày 26 tháng 5 năm 2013 cho F.K. Zenit Sankt Peterburg trong trận đấu với F.K. Amkar Perm.